# Штангек
Штангек (нім. Stangheck), також Станглед (дан. Stangled) — громада в Німеччині, розташована в землі Шлезвіг-Гольштейн. Входить до складу району Шлезвіг-Фленсбург. Складова частина об'єднання громад Гельтінгер-Бухт.
Площа — 10,00 км2. Населення становить 220 ос. (станом на 31 грудня 2020).

## Галерея

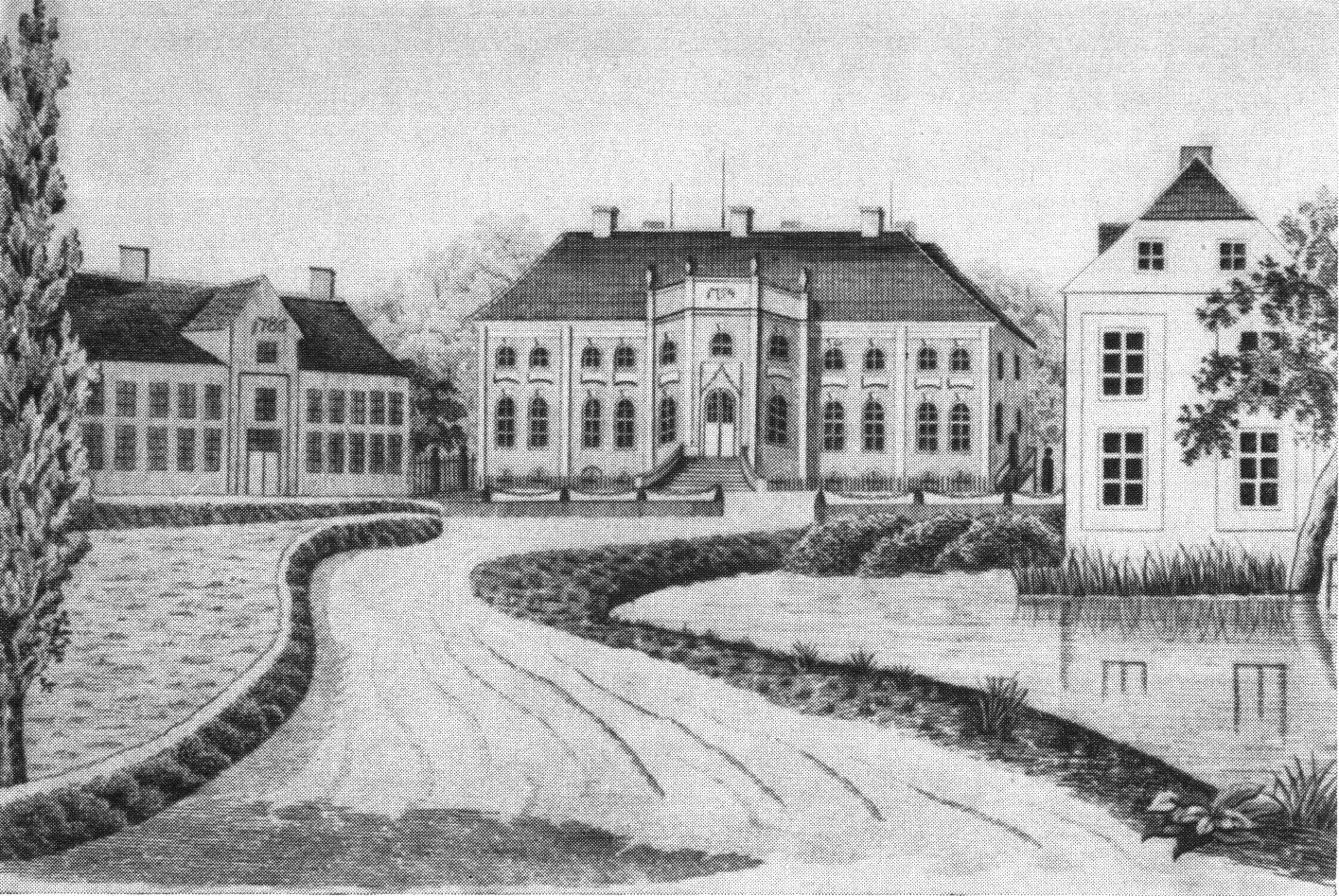